# Leichtathletik-Europameisterschaften 2010/Teilnehmer (Litauen)
Litauen meldete 25 Sportler, davon zehn Männer und fünfzehn Frauen, für die Leichtathletik-Europameisterschaften 2010 vom 27. Juli bis zum 1. August in Barcelona.
| Wettbewerb        | Männer                                 | Frauen                                                                                        |
| ----------------- | -------------------------------------- | --------------------------------------------------------------------------------------------- |
| 100 m             |                                        | Lina Grinčikaitė (12. Platz)                                                                  |
| 800 m             | Vitalij Kozlov                         | Eglė Balčiūnaitė (14. Platz)                                                                  |
| Marathon          |                                        | Živilė Balčiūnaitė Rasa Drazdauskaitė Remalda Kergytė                                         |
| 100 m Hürden      | –                                      | Sonata Tamošaitytė                                                                            |
| 110 m Hürden      | Mantas Šilkauskas                      | –                                                                                             |
| 400 m Hürden      | Silvestras Guogis                      |                                                                                               |
| Hochsprung        |                                        | Airinė Palšytė                                                                                |
| Weitsprung        | Povilas Mykolaitis                     | Lina Andrijauskaitė                                                                           |
| Dreisprung        | Mantas Dilys                           |                                                                                               |
| Kugelstoßen       |                                        | Austra Skujytė                                                                                |
| Diskuswurf        | Aleksas Abromavičius Virgilijus Alekna | Zinaida Sendriūtė                                                                             |
| Zehnkampf         | Darius Draudvila                       | –                                                                                             |
| 20 km Gehen       |                                        | Neringa Aidietytė Kristina Saltanovič Brigita Virbalytė-Dimšienė                              |
| 50 km Gehen       | Donatas Škarnulis Tadas Šuškevičius    | –                                                                                             |
| 4 × 100 m Staffel |                                        | Lina Andrijauskaitė Lina Grinčikaitė Edita Kavaliauskienė Silva Pesackaitė Sonata Tamošaitytė |